# Хекинан

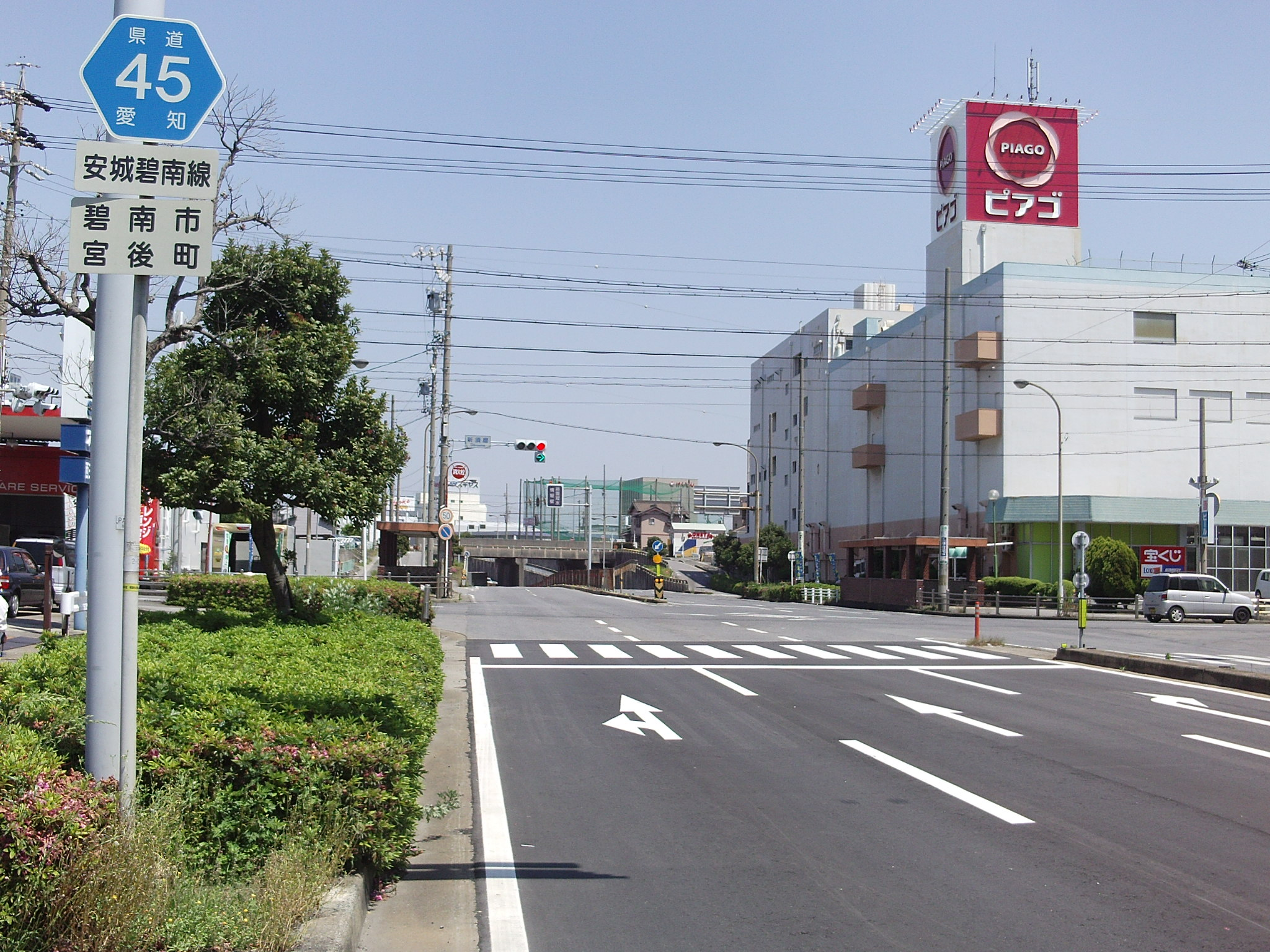
Хекинан

Хекина́н (яп. 碧南市 Хэкинан-си) — город в Японии, расположенный в центральной части префектуры Айти на берегу залива Исе, восточнее устья реки Яхаги. Основан 1 апреля 1969 года путём объединения посёлков Охама, Танао, Ниикава и села Асахи уезда Хэкикай. Площадь города составляет 35,86 км², население — 70 792 человека (1 июня 2014), плотность населения — 1974,12 чел./км². Город является центром машиностроения и пищевой промышленности. 

## Породнённые города
Список породнённых городов:
- Эдмондс, штат Вашингтон (США);
- Пула, Хорватия.